# Президентские выборы в Южной Корее (1992)
Президентские выборы 1992 года в Южной Корее состоялись 18 декабря 1992 года. В выборах участвовало 7 претендентов, из которых реально на победу могли рассчитывать только трое: Ким Ён Сам, Ким Дэ Чжун и основатель Hyundai Group Чон Чжу-ён.
В феврале 1990 года после слияния правящей Партии демократической справедливости (возглавляемой президентом Ро Дэ У), Новой демократической республиканской партии (Ким Джон Пхиль) и Партии объединения и демократии, Ким Ён Сам из одного из лидеров оппозиции превратился в лидера новой правящей партии, получив лучшие финансовые условия для политической деятельности. А поскольку новая правящая партия в начале 1990-х годов способствовала демократизации и дальнейшему повышению качества жизни народа, Ким Ён Сам имел немало шансов на победу в предстоявших президентских выборах. Кроме того, президент Ро Дэ У незадолго до выборов вышел из правящей партии, дав, таким образом, Ким Ён Саму возможность полного единоличного лидерства.
По итогам голосования 18 декабря 1992 года Ким Ён Сам получил 9 977 000 голосов избирателей (более 42 %) и был избран президентом Республики Корея. После этого, впервые в южнокорейской политической практике, бывшие соперники на выборах публично поздравили Ким Ён Сама с победой. Как отмечалось в южнокорейских СМИ, это стало особым шагом на пути формирования «культуры выборов» в Республике Корея.

## Результаты выборов
| Кандидат                                            | Партия                                              | Число поданных голосов | %      | %      |
| --------------------------------------------------- | --------------------------------------------------- | ---------------------- | ------ | ------ |
| Ким Ён Сам                                          | Объединённая либерально-демократическая партия      | 9 977 332              | 42,0 % |        |
| Ким Дэ Чжун                                         | Демократическая партия                              | 8 041 284              | 33,8 % |        |
| Чон Чжу-ён                                          | Объединённая народная партия                        | 3 880 067              | 16,3 % |        |
| Пак Чхан Джон                                       | Партия новых политических реформ                    | 1 516 047              | 6,4 %  | 6,4 %  |
| Пэк Ки Ван                                          | Независимый                                         | 238 648                | 1,0 %  | 1,0 %  |
| Ким Ок Сон                                          | Независимый                                         | 86 292                 | 0,4 %  | 0,4 %  |
| Ли Бён Хо                                           | Корейская партия справедливости                     | 35 739                 | 0,22 % | 0,22 % |
| Испорченных бюллетеней                              | Испорченных бюллетеней                              | 319 761                | 0,6 %  | 0,6 %  |
| (Всего избирателей: 29,422,658, Явка: 81,9 %) Всего | (Всего избирателей: 29,422,658, Явка: 81,9 %) Всего | 24 095 170             | 100 %  | 100 %  |